# Bistum Mallorca

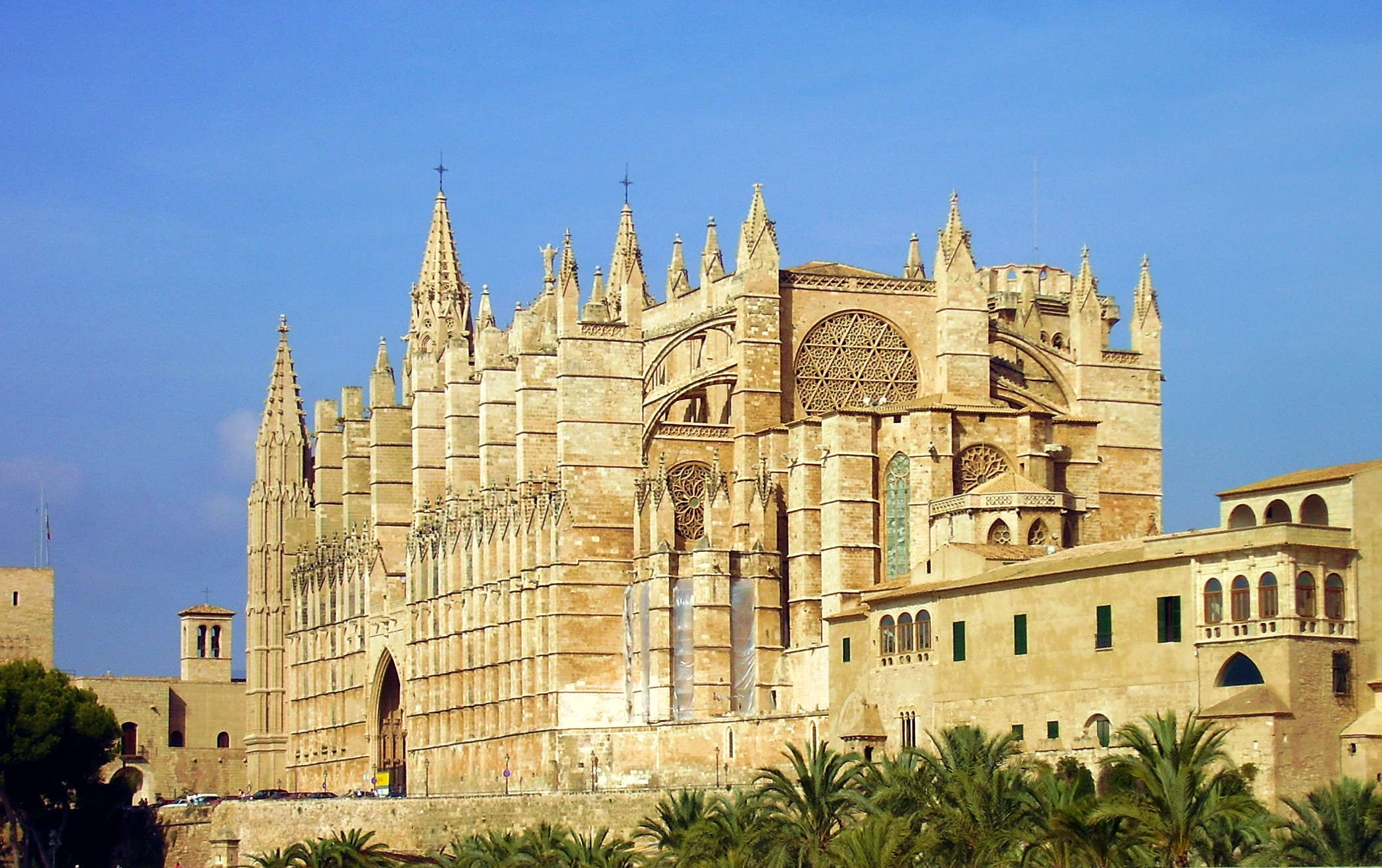
Kathedrale Santa María in Palma

Das Bistum Mallorca (lat.: Dioecesis Maioricensis) ist eine in Spanien gelegene römisch-katholische Diözese mit Sitz in Palma.

## Geschichte
Bereits im 5. Jahrhundert ist ein Bischof bekannt, der von Vandalenkönig Hunerich nach Karthago berufen wurde. Das Bistum war dem Erzbistum Valencia als Suffraganbistum unterstellt. Mit Beginn des 8. Jahrhunderts begann für die Balearen eine Zeit des Niedergangs. Aufgrund ihrer strategischen Lage wurden sie von Arabern, Karolingern und Normannen umkämpft. Die fortwährenden Einfälle zerstörten die kirchlichen Strukturen, obwohl eine christliche Gemeinde wahrscheinlich überlebte, wie zwei Privilegien von Papst Formosus (um 892) und Papst Romanus (897) zu belegen scheinen, in denen die Inseln des Archipels der Gerichtsbarkeit der Bischöfe von Girona anvertraut wurden. Im 10. Jahrhundert wurde die muslimische Herrschaft jedoch endgültig durchgesetzt und von diesem Zeitpunkt an ist wenig bis nichts über die christliche Gemeinde Mallorcas bekannt.
Ein arabisches Dokument aus dem Jahr 1058, dessen Echtheit nicht allgemein anerkannt ist, bezeugt die Übertragung der geistlichen Gerichtsbarkeit über die Christen der Balearen an den Bischof von Barcelona, Guislaberto. Mit diesem und anderen Dokumenten versuchten die Bischöfe von Barcelona, ihre Gerichtsbarkeit über die Inseln anerkennen zu lassen, eine Gerichtsbarkeit, die ihnen nach der Befreiung von den Arabern im 13. Jahrhundert nicht zugestanden wurde.
Mallorca wurde am 31. Dezember 1229 zurückerobert und die Christianisierung der Insel begann unverzüglich. Im Jahr zuvor hatte der König von Aragonien den Bischöfen von Barcelona kraft seiner mutmaßlichen alten Privilegien die Herrschaft über die Insel übertragen. Der Heilige Stuhl verschob jedoch die endgültige Entscheidung. Im Jahr 1235 übertrug Papst Gregor IX. die Verwaltung der christlichen Gemeinden Mallorcas vorübergehend dem Propst von Tarragona und schließlich, am 15. Juli 1237, beauftragte er die Bischöfe von Lérida und Vic mit der Wahl und Weihe des Bischofs von Mallorca. Der erste Bischof des neuen Bischofssitzes war Raimund von Torrelles, der erstmals am 12. Oktober 1238 erwähnt wird. Das Bistum Mallorca mit Gerichtsbarkeit über den gesamten Balearen-Archipel wurde vom Papst sofort dem Heiligen Stuhl unterstellt.
Das Domkapitel stammt aus dem Jahr 1244 und wurde am 5. April 1245 von Papst Innozenz IV. bestätigt. Derselbe Papst bestätigte 1248 die römische Unmittelbarkeit der Diözese. 1458 wurde die Diözese Mallorca Teil der neuen Kirchenprovinz der Erzdiözese Valencia.
Im Jahr 1351 trat er die Kanarischen Inseln für die Gründung des Bistums der Islas d la Fortuna ab, das 1369 in Bistums Telde umbenannt wurde.
Am 30. April 1782 trat er mit der Bulle Ineffabilis Dei von Papst Pius VI. die Insel Ibiza zur Wiederherstellung des Bistums Ibiza ab.
Am 23. Juli 1795 trat er mit der Bulle Ineffabilis Dei von Papst Pius VI. die Insel Menorca zur Wiederherstellung des Bistums Menorca ab.
Mit dem Abkommen zwischen Spanien und dem Heiligen Stuhl von 1851 wurde das Bistum Ibiza aufgelöst und sein Gebiet formell dem Bistum Mallorca zugeschlagen. Die Vereinigung der beiden Bistümer wurde jedoch nie vollständig erreicht, obwohl der Bischof sowohl Mallorca als auch Ibiza innehatte. 1927 wurde der Bischofssitz Ibiza als apostolische Administration wiederhergestellt und 1949 in den Rang eines Bistums erhoben.